# Łukasz Kiełbasiński
Łukasz Kiełbasiński (ur. 2 stycznia 1992) – polski judoka.
Zawodnik UKJ Ryś Warszawa (2006-2018). Brązowy medalista zawodów Grand Prix (Rijeka 2013). Trzykrotny medalista zawodów Pucharu Świata: srebrny (Glasgow 2013) oraz dwukrotny brązowy (Mińsk 2012 i Tallin 2013). Młodzieżowy wicemistrz Europy 2014 oraz brązowy medalista mistrzostw świata juniorów 2009. Dwukrotny mistrz Polski seniorów (2012 i 2013 w kategorii do 60 kg) oraz dwukrotny brązowy medalista mistrzostw Polski seniorów (2010 w kategorii do 60 kg i 2018 w kategorii do 66 kg). Ponadto m.in. młodzieżowy mistrz Polski 2013 i mistrz Polski juniorów 2011. Dwukrotny uczestnik mistrzostw świata seniorów (2013, 2014) oraz czterokrotny uczestnik mistrzostw Europy seniorów (2011, 2013, 2014, 2015).